# Pandemia di COVID-19 in Guinea Equatoriale
Il primo caso della pandemia di COVID-19 in Guinea Equatoriale è stato confermato il 14 marzo 2020. La Guinea Equatoriale ha un sistema sanitario debole, che la rende vulnerabile al virus.

## Antefatti
Il 12 gennaio 2020, l'Organizzazione mondiale della sanità (OMS) ha confermato che un nuovo coronavirus era la causa di una nuova infezione polmonare che aveva colpito diversi abitanti della città di Wuhan, nella provincia cinese dell'Hubei, il cui caso era stato portato all'attenzione dell'OMS il 31 dicembre 2019.
Sebbene nel tempo il tasso di mortalità del COVID-19 si sia rivelato decisamente più basso di quello dell'epidemia di SARS che aveva imperversato nel 2003, la trasmissione del virus SARS-CoV-2, alla base del COVID-19, è risultata essere molto più ampia di quella del precedente virus del 2003, ed ha portato a un numero totale di morti molto più elevato.
Il 5 maggio 2023, l'Organizzazione mondiale della sanità dichiara ufficialmente la fine della pandemia.

## Cronologia
Il primo caso nel paese è stato confermato il 14 marzo, si trattava di una donna di 42 anni di Malabo, tornata in Guinea Equatoriale da Madrid.
Il 22 marzo, il paese ha dichiarato lo stato di emergenza, necessario per facilitare la mobilitazione delle risorse economiche e materiali necessarie per arginare la diffusione del coronavirus. È stato inoltre creato uno speciale fondo di emergenza per contenere il virus.
Al 24 marzo, c'erano nove casi nel paese, tutti importati. All'epoca non c'erano casi confermati di diffusione della comunità nel paese.

## Risposta del governo
Il Forum Africa Oil & Investment è stato rinviato.
Il Ministero delle miniere e degli idrocarburi ha rinunciato alle tasse per le società di servizi al fine di alleviare la ricaduta economica della pandemia.